# Büren, Mongoliet
Büren (mongoliska: Бүрэн Сум, Бүрэн) är ett distrikt i Mongoliet.   Det ligger i provinsen Töv, i den centrala delen av landet, 180 km sydväst om huvudstaden Ulaanbaatar.